# Латышовское сельское поселение
Латышовское се́льское поселе́ние — муниципальное образование в Кадошкинском районе Мордовии Российской Федерации.
Административный центр — село Латышовка.

## История
Статус и границы сельского поселения установлены Законом Республики Мордовия от 28 декабря 2004 года № 120-З «Об установлении границ муниципальных образований Кадошкинского муниципального района, Кадошкинского муниципального района и наделении их статусом сельского поселения, городского поселения и муниципального района».
Законом от 27 ноября 2008 года, в Латышовское сельское поселение (сельсовет) было включено упразднённое Картлейское сельское поселение (сельсовет).

## Население
| 2002 | 2010 | 2012 | 2013 | 2014 | 2015 | 2016 |
| ---- | ---- | ---- | ---- | ---- | ---- | ---- |
| 837  | ↘686 | ↘653 | ↘644 | ↘626 | ↘620 | ↘610 |
| 2017 | 2018 | 2019 | 2020 | 2021 |      |      |
| ↘591 | ↘571 | ↘553 | ↘545 | ↗612 |      |      |

## Состав сельского поселения
| № | Населённый пункт  | Тип населённого пункта | Население |
| - | ----------------- | ---------------------- | --------- |
| 1 | Картлей           | деревня                | ↘77       |
| 2 | Латышовка         | село                   | ↘578      |
| 3 | Потижская Слобода | село                   | ↘28       |
| 4 | Ушлейка           | посёлок                | ↘3        |